# Músculo flexor superficial dos dedos
O músculo flexor superficial dos dedos é um músculo do antebraço.